# Batalla del Golfo de Almería (1601)
La batalla del Golfo de Almería de 1601 fue una batalla naval entre la armada española, liderada por Martín de Padilla, y una flota multinacional de piratas y corsarios, en el marco de la Guerra de los Ochenta Años. Sucedió a la previa batalla del Golfo de Almería, también librada por Padilla.

## Batalla
A principios de 1601, Padilla se encontraba de nuevo patrullando las costas del Mediterráneo español con 6 galeones, y otra vez en aguas de Almería se encontró con una escuadra pirata, compuesta por nueve galeones holandeses, otros de piratas franceses y un escocés, a los que arremetió con su acostumbrada fuerza. En poco tiempo se consiguió echar dos al fondo, quedando el resto apresados, con los que entró a remolque en el puerto de la ciudad andaluza.